# Morten Thrane Brünnich
Morten Thrane Brünnich (30. září 1737 Kodaň – 19. září 1827 Kodaň) byl dánský zoolog a mineralog.

## Život a dílo
Studoval orientální jazyky a teologii, ale brzy se začal zajímat o přírodovědu. Svými články o hmyzu přispěl do encyklopedie Erika Pontoppidana, která se jmenovala Danske Atlas (vycházela v letech 1763-1781). Poté se začal zajímat o ornitologii a v roce 1764 vydal spis Ornithologia Borealis, který podrobně popsal mnoho skandinávských ptáků, z nichž někteří byli popsáni vůbec poprvé.
Poté se vydal na dlouhou cestu po Evropě, studoval ryby Středozemního moře a v roce 1768 vydal o tomto tématu práci Ichthyologia Massiliensis. Po návratu z cest začal přednášet přírodopis a ekonomii na Kodaňské univerzitě; zde založil Muzeum přírodní historie a napsal učebnici pro své studenty nazvanou Zoologiae Fundamenta.
Dopisoval si s mnoha zahraničními přírodovědci, včetně Linného, Petera Simona Pallase či Thomase Pennanta.